# كاثرين ويبر
كاثرين ويبر (بالإنجليزية: Katharine Weber)‏ (22 نوفمبر 1955، نيويورك في الولايات المتحدة)؛ كاتِبة، صحفية وروائية أمريكية. درست في جامعة ييل.